# McMullen megye
McMullen megye az Amerikai Egyesült Államokban, azon belül Texas államban található. Megyeszékhelye és legnagyobb városa Tilden. Lakosainak száma 600 fő (2020. április 1.). McMullen megye Atascosa, Live Oak, Duval, Webb, La Salle és Frio megyékkel határos.

## Népesség
A megye népességének változása:
| Lakosok száma | 712  | 701  | 730  | 764  | 820  | 600  |
|               | 2010 | 2011 | 2012 | 2013 | 2015 | 2020 |